# クシェサニ
『クシェサニ』（Krzesany ）はポーランドの作曲家ヴォイチェフ・キラールが1974年に作曲した交響詩。
初演は1974年9月24日にワルシャワの秋でヤン・クレンツ指揮のワルシャワ国立フィルハーモニー管弦楽団。指揮者の解説でラジオを放送もされる。
更にヴィトルド・ロヴィツキ指揮のケルン放送交響楽団などで放送用に録音されている。

## 楽器編成
フルート4、オーボエ4、クラリネット5、ファゴット4、ホルン4、トランペット4、トロンボーン4、打楽器：奏者6（ティンパニ8台、大太鼓、Tc、4Tomt、ゴング4、Pat、2Cb）、オルガン（任意）、弦五部（第1ヴァイオリン12以上、第2ヴァイオリン12以上、ヴィオラ10以上、チェロ10以上、コントラバス8以上）

## 演奏時間
約17分（スコア記載）

## 内容
弦楽だけのクラスターだけで始まる。間奏的にコントラバスだけの独立したリズム風のメロディー、ティンパニ・リズムの追加。全楽器のグリッサンド、間奏曲的要素の回帰を経てオスティナート素材の生成となる。このオスティナートの変奏と楽器法の交換は音楽としては非常に新鮮である。更に今までの全要素が混合されクライマックスを迎えたところでニ長調の民謡的素材が提示され、その上に木管楽器、金管楽器、打楽器などの全くめちゃくちゃな即興演奏が重ね合わされ、頂点に達して曲は終わる。